# No Good in Goodbye
"No Good in Goodbye" é uma canção composta e gravada pela cantora norte-americana de country Jewel, para o seu segundo álbum country "Sweet And Wild". A canção foi lançada apenas como single promocional do álbum, mas possuindo capa oficial e videoclipe.

## Videoclipe
O videoclipe da canção foi lançado no dia 7 de junho de 2010. O video mostra o relacionamento dela com o marido Ty Murray.

## Paradas musicais
| Parada (2010)                                     | Melhor posição |
| ------------------------------------------------- | -------------- |
| Estados Unidos (U.S. Billboard Hot Country Songs) | -              |